# Greenfield Park
Greenfield Park est un arrondissement de la ville québécoise de Longueuil, située sur la rive sud de Montréal (Canada). Jadis une ville à part entière fondée en 1911, elle est annexée à Longueuil le 1er janvier 2002 lors des fusions municipales. Il est le seul arrondissement de Longueuil qui a officiellement un statut bilingue, français et anglais.
|  |

## Démographie
En 2006, l'arrondissement, officiellement bilingue français-anglais, comptait 17 084 habitants, répartis entre francophones (46,7 %), anglophones (33,8 %) et allophones (17,8 %). Sa superficie était de 4,78 km2.

## Administration et politique

### En tant que municipalité
De sa création en 1911 jusqu'à 2001, année de sa fusion avec Longueuil, Greenfield Park est dirigée par un conseil municipal, formé d'un maire et de conseillers. 
Le tableau suivant répertorie les maires qui ont occupé cette fonction.
| Maire                  | Début | Fin  |
| William J. Murray      | 1911  | 1915 |
| Robert Smith Chalmers  | 1915  | 1918 |
| Robert J. Walker       | 1918  | 1922 |
| Colin Duncan Campbell  | 1922  | 1926 |
| Robert J. Walker       | 1927  | 1928 |
| Herbert Wall Clarke    | 1929  | 1930 |
| Ernest A. Nightingale  | 1930  | 1932 |
| Stanley Isaac Coote    | 1932  | 1940 |
| Edward Frank Backhoven | 1940  | 1942 |
| Alfred George Cobb     | 1942  | 1946 |
| Aban Perras            | 1946  | 1948 |
| Joseph. C. Plante      | 1948  | 1953 |
| Lawrence J. Galletti   | 1953  | 1967 |
| Maurice J. King        | 1967  | 1978 |
| Stephen Olynyk         | 1978  | 1994 |
| Marc Duclos Jr.        | 1994  | 2001 |

### En tant qu'arrondissement
Le conseil d'arrondissement de Greenfield Park siège en alternance entre le Bureau de l'Arrondissement de Greenfield Park sis au 156, boulevard Churchill, et le Centre communautaire René-Veillet sis au 1050, rue de Parklane. Les deux sont situés dans l'Arrondissement de Greenfield Park. Il est constitué du président d'arrondissement qui siège également au conseil municipal de Longueuil et de deux conseillers d'arrondissement. 
Les séances du conseil d'arrondissement se tiennent à tous les premiers lundis de chaque mois.
Les élus d'arrondissement de Greenfield Park (mandat 2021-2025) :
- Sylvain Joly, président d'arrondissement
- Susan Rasmussen, conseillère no 1
- Eric Normandin, conseiller no 2

### Représentation politique
L'arrondissement de Greenfield Park se trouve dans la circonscription fédérale de Longueuil—Charles-LeMoyne et dans la circonscription provinciale de Laporte.

## Éducation
- École secondaire Centennial
- École secondaire Saint-Edmond
- École Internationale de Greenfield Park (primaire)
- St. Jude Elementary School (primaire)
- École secondaire Participative l'Agora
- Terrasse Victoria à la maison du soleil
- École Primaire Pierre Laporte
- École Alternative Tourterelle (primaire)
- École Primaire du Vieux Greenfield Park

## Santé
L'Hôpital Charles-Le Moyne se trouve sur le territoire de Greenfield Park.

## Personnalités
- Torrey Mitchell, joueur de hockey
- Olivette Thibault, actrice
- Anthony Kavanagh, humoriste
- Kevin Parent, chanteur
- Lucie Laurier, actrice
- Julie Snyder, animatrice de télévision
- Nadine Descheneaux, auteure
- Elisha Cuthbert, actrice
- Jack Todd, journaliste
- Stéphane Rousseau, humoriste
- Maxime Crépeau, footballeur international canadien
- Steven Crowder, animateur
- Natasha Zwarich (1976-), archiviste et historienne, est née à Greenfield Park.
- Geneviève Guilbault (1982-), femme politique québécoise.